# Arab Tunisian Bank
Pour les articles homonymes, voir ATB.
L'Arab Tunisian Bank (arabe : البنك العربي لتونس) ou ATB est une banque tunisienne, fondée le 30 juin 1982 par l'intégration de l'agence tunisienne de l'Arab Bank et l'apport de personnes physiques tunisiennes.
Jouissant de l'expertise de l'Arab Bank en matière de gestion des risques et de banque professionnelle, ainsi que d'injections régulières de capital, l'ATB, banque majeure sur la place de Tunis, s'est donné pour mission de contribuer au développement économique et financier du pays en offrant notamment aux professionnels un service diversifié et de qualité. Figurant parmi les banques les plus dynamiques du marché tunisien (réseau de 134 agences et plus de 1 400 employés en 2021), elle souhaite devenir la première institution financière sur le marché en acquérant un rayonnement maghrébin.

## Histoire
Habib Bourguiba bénéficie du soutien d'Abdul Hameed Shoman, fondateur de l'Arab Bank, dans la lutte pour l'indépendance de la Tunisie. Shoman lui ouvre ainsi un compte à l'Arab Bank-Egypt.
À titre de reconnaissance, Bourguiba devenu président après l'indépendance, accorde à Shoman une autorisation pour ouvrir une agence bancaire à Tunis. C'est ainsi que Arab Bank Plc ouvre une agence à Tunis (rue El Jazira) sous le nom Arab Bank-Tunis. Dans le but de créer une nouvelle banque en Tunisie, Hatem Kchouk entame des pourparlers avec les Shoman pour acheter leur agence tunisienne.
Après la mort de Shoman, les deux frères Khaled et Abdul Majeed s'opposent à l'idée du rachat de l'agence. Pour le premier, Arab Bank n'a pas d'avenir en Tunisie puisque les rapports sont très négatifs sur ce pays. Or, pour le second, la présence de l'Arab Bank sur tout le territoire arabe est nécessaire par fidélité à la mémoire de leur père. Après plusieurs rencontres et négociations, Hatem Kchouk arrive à mettre d'accord les Shoman pour créer une nouvelle banque qui rachèterait leur agence et dans laquelle ils détiendraient 50 % du capital. Le PDG Shoman donne ensuite les pleins pouvoirs à Kchouk pour décider et agir au nom de l'Arab Bank dans la réalisation de ce projet de création de banque. Ce dernier, ayant vécu la nationalisation du Crédit commercial de France à Paris, leur demande de porter 12 % du capital, en plus de leur part, avant de les céder à des actionnaires tunisiens. Le gouverneur de la Banque centrale de Tunisie accepte cette démarche et adresse une lettre aux frères Shoman dans laquelle il leur donne un délai maximum de cinq ans pour céder ces 12 %. Mais, plus tard, cette cession n'a pas lieu et le capital de la banque reste détenu à 62 % par le groupe Arab Bank ; cette part passe en 2008 à 64,2 %.
C'est alors qu'Arab Bank-Tunis devient Arab Tunisian Bank en juin 1982. Or, selon Hatem Kchouk, PDG de l'ATB de 1982 à 1989, le ministre des Finances et du Plan de l'époque, Mansour Moalla, accepte sa proposition de dénomination en anglais (Arab Tunisian Bank) et non en français (Banque arabe de Tunisie), ce qui est inhabituel ; Kchouk explique qu'il s'agissait de ne pas faire de l'ombre à la Banque internationale arabe de Tunisie que Moalla dirigeait à l'époque ou de ne pas créer un amalgame dérangeant.

## Activités
En 2009, l'ATB confirme sa place en tant que banque jouant un rôle précurseur sur le marché : elle est la première banque du pays à émettre une carte réservée aux femmes, la carte Lella, à fournir aux jeunes âgés de 13 à 25 ans une carte bancaire spécifique, la Carte ATB C jeune (qui leur permet de jouir de diverses offres) et à mettre en ligne un blog, Club JEUNES ATB, destiné principalement aux détenteurs de cette carte.
La banque se tourne ainsi vers les technologies de l'information et de la communication comme moyen de rapprochement et de facilitation des services bancaires pour ses clients. En juin 2009, en collaboration avec ses partenaires tels que HP, Microsoft, Lenovo, IBM, Versus ainsi que Topnet, la banque lance une première en Tunisie : elle propose vingt solutions différentes aux clients souhaitant acquérir un ordinateur, à crédit et à des tarifs avantageux, baptisées Pack Intelligencia.
Elle est aussi la première banque à proposer des guichets automatiques effectuant des opérations de change sur les euros et les dollars et à déployer des appareils de nouvelle génération.
En 2010, afin de faciliter l'accès des jeunes diplômés du supérieur à un programme de formation certifiante, sanctionné par l'obtention de certificats de compétences dans le domaine des technologies de l'information et de la communication, l'ATB signe une convention, avec le ministère des Technologies de la communication et le Centre d'information, de formation, de documentation et d'études en technologies des communications, afin d'octroyer des crédits aux personnes intéressées par ces formations à des conditions préférentielles.
En 2008, la banque dispose d'un réseau qui compte 83 agences, en augmentation de cinquante sur trois ans. Elle dispose en 2010 d'un réseau de 115 agences à travers le pays et douze filiales.
En 2011, l'ATB compte, en plus du site institutionnel, huit portails spécifiques à chaque cible : femmes, Tunisiens de l'étranger, particuliers, professionnels, jeunes, aux moins de 16 ans, 16-18 ans et jeunes de plus de 18 ans.
Au-delà de son rôle d'acteur économique, l'Arab Tunisian Bank s'affirme comme banque citoyenne via le concours ATB Challenge destiné aux jeunes porteurs de projets novateurs et originaux dans les arts et la culture, les sciences et technologies, le management et l'initiative entrepreneuriale.
Le 1er mars 2017, l'Arab Tunisian Bank obtient la certification ISO 27001 décernée pour ses solutions de banque en ligne et mobile banking. L'ATB devient de ce fait l'unique banque tunisienne à recevoir une telle certification et la troisième au niveau mondial. Le lendemain, le directeur général, Mohamed-Férid Ben Tanfous, se déclare favorable à une privatisation des banques publiques tunisiennes, à savoir la Société tunisienne de banque, la Banque nationale agricole et la Banque de l'habitat.
En 2021, en partenariat avec la U.S. International Development Finance Corporation (en) et l'Agence des États-Unis pour le développement international, l'ATB lance un programme de prêt de 35 millions de dollars visant à accroître l'accès des petites et moyennes entreprises tunisiennes aux prêts commerciaux et d'étendre les prêts aux régions et aux emprunteurs qui n'ont généralement pas accès aux prêts bancaires.

## Informations financières
Le 30 mai 2008, l'assemblée générale extraordinaire de l'ATB décide de porter le capital social de la banque de 60 à 100 millions de dinars courant 2010 ; il est porté à 80 millions dans une première étape. L'actionnaire principal reste l'Arab Bank à hauteur de 64,2 % ainsi que d'autres groupes tunisiens (Zerzeri, Bayahi, Abbès, Ben Ammar ou Ben Sedrine).
En 2010, l'ATB obtient la certification MSI 20000 décernée par la branche « organisme de certification » du groupe Maghreb Corporate. La banque est certifiée à la suite d'un audit de trois mois, débuté en août 2010 et piloté par l'Institut de la Bourse de Paris.
En 2010, le groupe ATB réalise un chiffre d'affaires de 243,63 millions de dinars contre 214,89 millions l'année précédente, soit une évolution de 13,38 % ; le produit net bancaire (PNB) enregistre une amélioration de 18,8 millions, soit une progression de 14,92 %. Selon le rapport spécial des commissaires aux comptes, la rémunération annuelle du directeur général de l'ATB, Mohamed-Férid Ben Tanfous, atteint 921 987 dinars, ce qui en fait le banquier le mieux payé en Tunisie.
Le chiffre d'affaires progresse pour s'établir à 336 millions à fin 2014 contre 252,316 millions en 2011 ; le PNB s'inscrit également à la hausse, atteignant 173,7 millions,.

## Groupe ATB
L'ATB compte à ce jour neuf filiales :
- Arab Financial Consultants (AFC)
- Arab Tunisian Developpement (ATD-SICAR)
- Arab Tunisian Invest (ATI-SICAF)
- Arab Tunisian Lease (ATL)
- AXIS Trésorerie (AT)
- CODIS
- SANADETT SICAV
- Société arabe de réalisations immobilières (SARI)
- Union de factoring (Unifactor)

## Identité visuelle

Ancien logo de l'ATB.
Logo de l'ATB à partir de 2010.

## Relations avec le régime Ben Ali
À l'occasion de la privatisation de la Banque du Sud à la fin 2005, Mohamed Sakhr El Materi rachète 16 % du capital de l'établissement auprès de la banque italienne Monte dei Paschi di Siena, 33,54 % appartenant à l'État tunisien grâce au soutien du pouvoir ; El Materi avait effectué alors l'une des premières opérations de leveraged buyout en Tunisie en recourant à un financement auprès de l'Arab Tunisian Bank pour l'acquisition des parts détenues par Monte dei Paschi di Siena.
En 2011, après la révolution tunisienne qui renverse le président Zine el-Abidine Ben Ali, quatorze agences de la banque sont incendiées et quatorze autres endommagées, soit des dégâts évalués à six millions de dinars couverts à hauteur de 80 %. Selon le site Business News, sur les 2,5 milliards de dinars de crédits accordés par le système bancaire à la famille de Ben Ali, l'ATB a accordé au clan 180 millions de dinars ; ce montant représente 7 % du total des engagements bancaires auprès des familles Trabelsi et Ben Ali et 4,8 % du portefeuille crédits et titres commerciaux de l'ATB,.
Selon le même site, 94 % des engagements de la banque sont considérés comme des créances courantes ne représentant aucun risque, ce qui voudrait dire que l'ATB a pris peu de risques auprès du clan Ben Ali. Ces engagements sont répartis entre les sociétés Tunisiana, Orange Tunisie, Ennakl et le groupe de Mohamed Sakhr El Materi, Princesse El Materi Holding, alors que quinze millions de dinars ont été consacrés au financement des entreprises de Belhassen et Imed Trabelsi ; les crédits restants ont été distribués à la famille du président déchu.

## Personnalités
- Farid Abbes
- Samir Saïed